# Шкіра Ігор Романович
Ігор Романович Шкіра (нар. 28 червня 1965) — член Партії регіонів, колишній народний депутат України.
Освіта вища.
Народний депутат України 5-го скликання з травня до листопада 2007 від Партії регіонів, № 211 в списку. На час виборів: приватний підприємець, член ПР. Член фракції Партії регіонів (з травня 2006). Член Комітету з питань прав людини, національних меншин і міжнаціональних відносин, голова підкомітету з питань біженців, міграції та у зв'язках з українцями, які проживають за кордоном (з червня 2007).